# Alexeï Seliverstov
Pour les articles homonymes, voir Seliverstov.
Alexeï Nikolaïevitch Seliverstov (en russe : Алексей Николаевич Селивёрстов — Aleksej Nikolaevič Selivërstov) est un bobeur russe né le 24 juillet 1976 à Oufa.

## Palmarès

### Jeux olympiques
- Médaillé d'argent en bob à quatre aux Jeux olympiques d'hiver de 2006 à Turin  Italie.

### Championnats monde
- : médaillé d'argent en bob à 4 aux championnats monde de 2005.
- : médaillé de bronze en bob à 4 aux championnats monde de 2003.

### Coupe du monde
- 13 podiums [N 1] : 
  - en bob à 4 : 5 victoires, 7 deuxièmes places et 1 troisième place.

#### Détails des victoires en Coupe du monde
| Édition   | Bob à 2 | Bob à 4               |
| 2004-2005 |         | Nagano Lake Placid    |
| 2005-2006 |         | Lake Placid Altenberg |
| 2007-2008 |         | Lake Placid           |